# Le Bal de Sceaux
Le Bal de Sceaux (em português, O baile de Sceaux) é a quinta obra de Honoré de Balzac e o texto mais antigo da Comédia Humana.
A primeira edição deste romance foi publicada em 1830 por Mame e Delanaunay-Vallée nas Cenas da vida privada. Depois, foi publicado em 1835 por Madame Charles-Béchet, em seguida em 1839 nas edições Charpentier e ainda no primeiro tomo da edição Furne da Comédia.

## Análise
Comparado à fábula de La Fontaine, La Fille (A filha), cujo tema se aproxima do "Héron" (Garça) do mesmo fabulista, Balzac se aproxima com este romance da fábula e do conto moral ("Quem tudo quer, tudo perde"). Encontra-se ainda uma alusão a La Fontaine no patronímico de Émilie (Emília na edição brasileira organizada por Paulo Rónai). Stéphane Vachon fez a mesma comparação com o tema de La Vieille Fille, que, hesitando entre muitos pretendentes, acaba por ficar com o único que resta.

## Enredo
O romance começa narrando os altos e baixos do conde de Fontaine "chefe de uma das mais antigas famílias do Poitou [que] servira a causa dos Bourbons [...] durante a guerra da Vendeia" em meio às reviravoltas políticas da França que culminaram na Restauração dos Bourbons. Valendo-se de sua posição e prestígio junto ao rei, o senhor de Fontaine obtém altos cargos para seus filhos e assegura bons casamentos para duas de suas filhas. "Graças ao bom senso, ao espírito e à habilidade do senhor conde de Fontaine, todos os membros de sua numerosa família, por mais moços que fossem, acabaram, como ele dizia graciosamente ao seu senhor, por se colocar como um bicho-de-seda sobre as folhas do orçamento. Mas com Emília, a caçula da família, "um Benjamim mimado por todos", a coisa foi mais difícil.
Depois de recusar com altivez numerosos pretendentes, sob o pretexto de que eles não eram pares da França, ou outros pretextos ("um tinha as pernas demasiado grossas ou os joelhos cambaios; outro era míope; um porque se chamava Durand; aquele porque coxeava; quase todos lhe pareciam demasiado gordos"), Emília de Fontaine se apaixona por um jovem misterioso que apareceu discretamente no baile campestre de Sceaux. Ainda que de aspecto refinado, de postura aristocrática, o desconhecido, Maximilien (Maximiliano) Longueville, não revela jamais sua identidade e parece se interessar somente por sua irmã Clara, uma jovem frágil. Mas ele não é insensível à atenção que lhe dedica Emília e acaba por aceitar os convites do conde de Fontaine. Por efeito dos encontros frequentes, Emília e o desconhecido acabam por se compreender ao menor gesto. E assim acabam apaixonados um pelo outro, e a orgulhosa Emília se decide enfim. "Por mais de uma vez o rapaz e a senhorita de Fontaine passearam sozinhos pelas alamedas daquele parque no qual a natureza estava adornada como uma mulher que vai a um baile. [...] Muitas vezes admiraram juntos o pôr do sol e seu rico colorido. Colheram margaridas para desfolhá-las e cantaram os mais apaixonados duetos."
Mas o conde de Fontaine começa a indagar sobre este Maximiliano Longueville, de quem não sabe nada: 
"Aquela expressão (do velho conde Kergarouët) assustou o senhor e a senhora de Fontaine. O velho vendeano acabou com sua indiferença em relação ao casamento da filha (Emília), não obstante a promessa anterior feita. Foi a Paris em busca de informações e não as obteve. Inquieto com aquele mistério e não sabendo ainda qual o resultado do inquérito que mandara fazer por um administrador parisiense a respeito da família Longueville, julgou de seu dever prevenir a filha para que andasse com prudência."
 Mas o velho conde de Kergarouët se revolta contra este procedimento: 
"Não o conheço nem por parte de Eva, nem por parte de Adão. Fiando-me no tato dessa louquinha, trouxe-lhe o seu Saint-Preux [herói da Nova Heloísa de Rousseau, tipo do amante apaixonado] por um meio cá do meu conhecimento. Sei que esse rapaz atira de pistola admiravelmente, caça muito bem, joga bilhar maravilhosamente, e também xadrez e gamão; faz esgrima e monta a cavalo como o falecido cavaleiro de Saint-Georges. Tem uma sólida erudição sobre os nossos vinhedos. Calcula como Barême [autor de um livro de cálculos], desenha, dança e canta bem. [...] Se isso não é um perfeito gentil-homem, mostrem-me um burguês que saiba tudo isso."
 Ele descobre que o endereço do jovem, rua Sentier número 5, é de mercadores de tecidos. Emília decide verificar por si mesma e descobre, de fato, Maximiliano, atrás de um balcão, mero mercador, o que a deixa horrorizada. "O belo desconhecido tinha na mão algumas amostras que não deixavam dúvida alguma sobre a sua honrosa profissão. Sem que ninguém o percebesse, Emília foi invadida por um frêmito gelado."
No primeiro baile a que Emília comparece após aquele choque, fortuitamente trava conhecimento com o irmão de Maximiliano, um secretário de embaixada na Alemanha. Este revela que Maximiliano e Clara "desistiram da fortuna de meu pai, a fim de que este pudesse constituir-me um morgadio". Conta também que o irmão "associou-se a uma casa bancária e sei que acaba de fazer com o Brasil um negócio que poderá torná-lo milionário." Mesmo assim, Clara mantém-se inflexível, e Maximiliano conta que partirá para o estrangeiro. De fato, "quinze dias depois, Maximiliano Longueville partiu com sua irmã Clara para as temperadas e poéticas regiões da bela Itália."
Decepcionada, Emília desposa um tio muito velho de 73 anos por causa de seu título de vice-almirante, o conde de Kergarouët.
Dois anos depois de seu casamento, Emília revê Maximiliano e fica sabendo que, com a morte do pai e do irmão, tornara-se par da França. "A morte do pai e a do irmão [...] haviam colocado sobre a cabeça de Maximiliano as plumas hereditárias do chapéu do pariato. Sua fortuna igualava seus conhecimentos e seus méritos.[...] Naquele momento ele surgia ante os olhos da triste condessa, livre e aureolado, com todos os dons que ela sonhara para o seu ídolo"